# Cindy Haasch
Cindy Haasch (* 19. August 2004) ist eine deutsche Nordische Kombiniererin.

## Werdegang
Cindy Haasch startete auf internationaler Ebene erstmals am 24. Februar 2018 im Rahmen des Alpencups der Nordischen Kombination in Rastbüchl, wo sie den vierten Platz belegte. Seitdem folgen regelmäßig weitere Wettbewerbsteilnahmen. Bisher (Stand März 2020) konnte sie zwei Wettbewerbe gewinnen, und zwar den Einzel- und den Teamwettbewerb am 9. und 10. Februar 2019 in Kandersteg. Ein Wettbewerbsstart im FIS Weltcup sowie im Continental Cup erfolgte in der Saison 2021/22.
Am 23. bis 25. August 2019 debütierte Haasch bei den Wettbewerben in Oberwiesenthal im Grand Prix. Hier ging sie jedoch im Einzelwettbewerb nicht an den Start; im Teamwettbewerb belegte sie zusammen mit Emily Schneider, Terence Weber und Fabian Rießle den fünften Platz.

## Erfolge

### Weltmeisterschaften
- Oberstdorf 2021: 11. Einzel

### Nordische Skispiele der OPA
- Kandersteg 2019: 1. Einzel, 1. Team

### Grand-Prix-Platzierungen
| Saison | Platz | Punkte |
| ------ | ----- | ------ |
| 2019   | 22.   | 034    |

### Platzierungen bei Deutschen Meisterschaften
| 2020 Oberstdorf   | 06. | —   |
| 2021 Oberhof      | 02. | —   |
| 2022 Hinterzarten | 07. | 01. |
| 2024 Oberhof      | 05. | 03. |

### Sonstige Erfolge
- FIS-Youth-Cup-Siegerin 2018, 2021
- Deutscher-Schüler-Cup-Siegerin 2017/18, 2018/19, 2020/21
- Deutschlandpokal-Siegerin 2020/21